# Taraxacum psammophilum
Taraxacum psammophilum là một loài thực vật có hoa trong họ Cúc. Loài này được Saarsoo miêu tả khoa học đầu tiên.